# Bobby Jordan
Bobby Jordan, pseudonimo di Robert G. Jordan (Harrison, 1º aprile 1923 – Los Angeles, 10 settembre 1965), è stato un attore statunitense.
È noto soprattutto per essere stato un membro dei gruppi di giovani attori Dead End Kids, East Side Kids e The Bowery Boys.

## Biografia

### Primi anni e carriera
Nato a Harrison, nello stato di New York, Jordan era un bambino dai molteplici talenti: cantava, danzava e a soli sei anni sapeva già suonare il sax. All'età di quattro anni apparve per la prima volta in una versione cinematografica di A Christmas Carol.
Sua madre lo portò a un talent show di Harrison. Fece anche il modello per pubblicità su giornali e riviste e apparve in cortometraggi e programmi radiofonici. Alla fine degli anni venti, la sua famiglia si trasferì nell'Upper West Side di Manhattan. Nel 1929 recitò a Broadway in Street Scene, nel ruolo di Charles Hildebrand.

### Dead End Kids e East Side Kids
Sebbene fosse il più giovane del gruppo, Jordan fu il primo dei ragazzi dei Dead End Kids a lavorare nel cinema, con un ruolo in un cortometraggio della Universal del 1933. Nel 1935 divenne uno dei Dead End Kids originali, guadagnandosi il ruolo di Angel nel dramma Dead End di Sidney Kingsley, sulla vita nei bassifondi dell'East Side di New York City. L'opera teatrale andò in scena al Teatro Belasco e proseguì per tre anni con oltre 600 spettacoli. Jordan apparve nella prima stagione e all'inizio della seconda, ma se ne andò a metà novembre 1936. Tornò in tempo per unirsi agli altri nel 1937 a Hollywood, per realizzare Strada sbarrata, versione cinematografica della pièce teatrale interpretata da grandi nomi come Humphrey Bogart, Joel McCrea, Sylvia Sidney e Claire Trevor.
Dopo la realizzazione di Dead End, Jordan concluse il suo contratto con Goldwyn e passò successivamente alla Warner Bros. con il resto dei Dead End Kids. Dopo un anno, la Warner Bros. mantenne Leo Gorcey e Jordan come interpreti solisti. Jordan apparve, nel ruolo di Douglas Fairbanks Rosenbloom, nella commedia Un bandito in vacanza (1938), a fianco di Edward G. Robinson, e nel film Tom Edison giovane (1940) della Metro-Goldwyn-Mayer.
Nel 1940 Jordan apparve nel film Military Academy e accettò un'offerta del produttore Sam Katzman per recitare in una nuova serie per ragazzi intitolata The East Side Kids. Leo Gorcey si unì presto a lui, poi si aggiunse Huntz Hall, e il trio continuò a guidare la serie fino al 1943, quando Jordan entrò nell'esercito degli Stati Uniti durante la Seconda guerra mondiale come soldato della 97ª divisione di fanteria. Successivamente fu coinvolto in un incidente che lo costrinse a sottoporsi a un intervento chirurgico alla rotula destra.

### Ultimi anni di carriera e vita privata
Quando Jordan tornò al cinema nel 1945, scoprì che i suoi ex compagni di banda Gorcey e Hall stavano ottenendo condizioni contrattuali più favorevoli delle sue in una nuova serie di film, The Bowery Boys. Insoddisfatto della sua situazione, lasciò la serie dopo otto episodi e in seguito realizzò solo alcuni film.
Nel 1957, Jordan interpretò Bob Ford, l'uccisore di Jesse James, nella serie televisiva Tales of Wells Fargo. L'episodio terminò circa due mesi prima dell'assassinio di James nella sua residenza a St. Joseph, nel Missouri. Successivamente apparve in un episodio di Bonanza intitolato The Many Faces of Gideon Flinch, in cui interpretò uno degli uomini di Bullet Head Burke.
Negli anni successivi Jordan iniziò a lavorare come barista, attività che accentuò il suo alcolismo. Per mantenere la famiglia lavorò come venditore di fotografie porta a porta e in un impianto petrolifero. Nel 1957 Jordan e sua moglie divorziarono.

### Morte
Il 25 agosto 1965 fu ricoverato all'Ospedale Veterani di Sawtelle, in California, per curare la cirrosi epatica. Morì il 10 settembre 1965 all'età di 42 anni. Leo Gorcey, suo ex co-protagonista in Dead End Kid e East Side Kid, una volta osservò: "Bobby Jordan non deve avere avuto un angelo custode".

## Filmografia parziale

### Cinema
- Il tesoro dei faraoni (Kid Millions), regia di Roy Del Ruth (1934)
- Strada sbarrata (Dead End), regia di William Wyler (1937)
- Un bandito in vacanza (A Slight Case of Murder), regia di Lloyd Bacon (1938)
- Crime School, regia di Lewis Seiler (1938)
- Riformatorio (Reformatory), regia di Lewis D. Collins (1938)
- My Bill, regia di John Farrow (1938)
- Gli angeli con la faccia sporca (Angels with Dirty Faces), regia di Michael Curtiz (1938)
- Off the Record, regia di James Flood (1939)
- Hanno fatto di me un criminale (They Made Me a Criminal), regia di Busby Berkeley (1939)
- Acciaio umano (Hell's Kitchen), regia di Ewald André Dupont e Lewis Seiler (1939)
- Angeli senza cielo (Angels Wash Their Faces), regia di Ray Enright (1939)
- Dust Be My Destiny, regia di Lewis Seiler (1939)
- On Dress Parade, regia di William Clemens (1939)
- Tom Edison giovane (Young Tom Edison), regia di Norman Taurog (1940)
- You're Not So Tough, regia di Joe May (1940)
- Boys of the City, regia di Joseph H. Lewis (1940)
- Military Academy, regia di D. Ross Lederman (1940)
- That Gang of Mine, regia di Joseph H. Lewis (1940)
- Give Us Wings, regia di Charles Lamont (1940)
- Pride of the Bowery, regia di Joseph H. Lewis (1940)
- Flying Wild, regia di William West (1941)
- Bowery Blitzkrieg, regia di Wallace Fox (1941)
- Spooks Run Wild, regia di Phil Rosen (1941)
- Mr. Wise Guy, regia di William Nigh (1942)
- Let's Get Tough!, regia di Wallace Fox (1942)
- Smart Alecks, regia di Wallace Fox (1942)
- 'Neath Brooklyn Bridge, regia di Wallace Fox (1942)
- Junior Army, regia di Lew Landers (1942)
- Kid Dynamite, regia di Wallace Fox (1943)
- Keep 'Em Slugging, regia di Christy Cabanne (1943)
- Clancy Street Boys, regia di William Beaudine (1943)
- Spettri all'arrembaggio (Ghosts on the Loose), regia di William Beaudine (1943)
- Ombre sul mare (Destroyer), regia di William A. Seiter (1943)
- Adventures of the Flying Cadets, regia di Lewis D. Collins e Ray Taylor (1943)
- Bowery Champs, regia di William Beaudine (1944)
- Live Wires, regia di Phil Karlson (1946)
- In Fast Company, regia di Del Lord (1946)
- Bowery Bombshell, regia di Phil Karlson (1946)
- Spook Busters, regia di William Beaudine (1946)
- Mr. Hex, regia di William Beaudine (1946)
- La morte è discesa a Hiroshima (The Beginning or the End), regia di Norman Taurog (1947)
- Hard Boiled Mahoney, regia di William Beaudine (1947)
- News Hounds, regia di William Beaudine (1947)
- Bowery Buckaroos, regia di William Beaudine (1947)
- Complotto a San Francisco (Treasure of Monte Cristo), regia di William Berke (1949)
- Storia di un detective (The Fat Man), regia di William Castle (1951)
- The Eddie Cantor Story, regia di Alfred E. Green (1953)
- Furia omicida (The Man Is Armed), regia di Franklin Adreon (1956)

### Televisione
- Le inchieste di Boston Blackie (Boston Blackie) – serie TV, episodio 1x16 (1951)
- Wild Bill Hickok (The Adventures of Wild Bill Hickok) – serie TV, episodi 2x05-3x22-8x09 (1951-1958)
- Tales of Wells Fargo – serie TV, episodio 1x13 (1957)
- Maverick – serie TV, 3 episodi (1958-1959)
- Gli uomini della prateria (Rawhide) – serie TV, episodio 2x27 (1960)
- Peter Gunn – serie TV, episodio 3x08 (1960)
- Michael Shayne – serie TV, episodio 1x25 (1961)
- Bonanza – serie TV, episodio 3x07 (1961)